# Christiane Bachschmidt

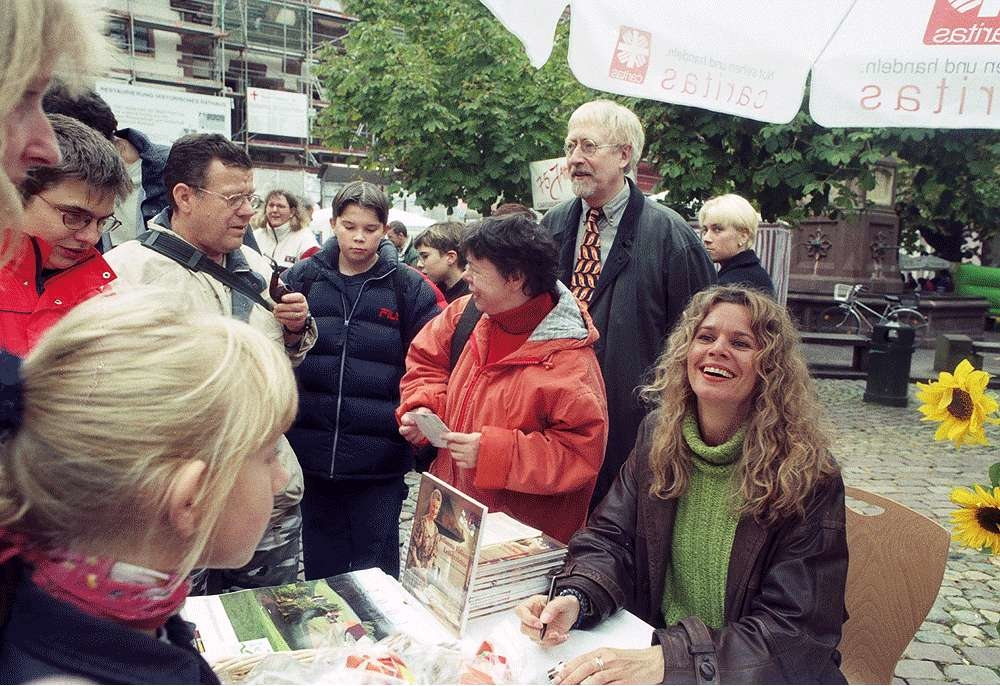
Autogrammstunde mit Christiane Bachschmidt (sitzend) auf dem Rathausplatz in Freiburg (2000)

Christiane Bachschmidt (* 1. September 1958 in Bremen) ist eine deutsche Schauspielerin und Hörspielsprecherin.

## Leben
Nachdem sie von der Stuttgarter Schauspielschule nach dem Vorsprechen abgelehnt worden war, erhielt Christiane Bachschmidt privaten Unterricht von ihren Eltern, dem Schauspieler-Ehepaar Fritz Bachschmidt und Anke Wehner-Bachschmidt. Sie spielte an verschiedenen Bühnen, unter anderem in München und am Landestheater Schwaben, dort im Musical Cabaret.
Seit Beginn der 1990er-Jahre steht Bachschmidt auch vor der Kamera. Neben Gastrollen in verschiedenen Serien spielt sie seit Oktober 1994 (Folge 2) die Figur der Kati Schönfeldt in der Serie Die Fallers. Daneben arbeitet Bachschmidt auch umfangreich für den Hörfunk und hat seit 1985 in weit mehr als 100 Produktionen mitgewirkt.

## Filmografie
- 1991: Zwei Schlitzohren in Antalya
- 1992: Derrick (Fernsehserie, Folge: Eine eiskalte Nummer)
- 1993: Der Alte (Fernsehserie, Folge: Anstiftung zum Mord)
- 1994–1998: Die Wache (Fernsehserie, 2 Folgen, verschiedene Rollen)
- 1994: Stadtklinik (Fernsehserie, 2 Folgen)
- seit 1994: Die Fallers – Die SWR Schwarzwaldserie (Fernsehserie)
- 1996: Nadine, nackt im Bistro
- 2005: Ben – Nichts ist, wie es scheint
- 2011: Tatort – Tod einer Lehrerin (Fernsehreihe)

## Hörspiele (Auswahl)
- 1985: Adam Courage – Autoren: Steve Thorn und Paul Wolfson – Regie: Heinz Wilhelm Schwarz
- 1985: Froschkonzert – Autor: Erich Loest – Regie: Otto Düben
- 1986: Das dritte Ohr – Autor: Dietrich Kayser – Regie: Norbert Schaeffer
- 1987: Hundeleben 1892 – Autor: Oskar Panizza – Regie: Heinz von Cramer
- 1988: Das Mausoleum – Autor: Hubert Wiedfeld – Regie: Norbert Schaeffer
- 1990: Goldberg in New York – Autor: Benjamin Kuras – Regie: Stefan Dutt
- 1990: Verladen – Ein Glasgow Puzzle – Autor: Roderick Wilkinson – Regie: Heinz Wilhelm Schwarz
- 1991: Alter schützt vor Scharfblick nicht – Autor: Horst Bieber – Regie: Hartmut Kirste
- 1992: Barcelona Connection – Autor: Andreu Martin – Regie: Eberhard Klasse
- 1993: Das Dame-Opfer – Autor: Ivor Wilson – Regie: Dieter Carls
- 1993: Dream War – Der Krieg der Träume – Autor: Friedrich Bestenreiner – Regie: Thomas Werner
- 1994: Spuren – Autor: Wilhelm Genazino – Regie: Ulrich Lampen
- 1994: Tod an Pier 7 – Autorin: Sara Paretsky – Regie: Walter Adler
- 1994: Moskau, mon amour – Autor: Robert Littell – Regie: Barbara Plensat
- 1995: Präriegelächter – Autor: Bernd Grashoff – Regie: Uwe Schareck
- 1996: Strich drunter – Autorin: Gabrielle Jelle Behnert – Regie: Annette Kurth
- 1996: Der enteignete Körper – Autor: Christian Heidsieck – Regie: Dieter Carls
- 1997: Das Graue Land – Autorin: Petra Fuchs – Regie: Ulrich Lampen
- 1998: Exil Shanghai – Autorin und Regie: Ulrike Ottinger
- 1998: Der Panther im Keller – Autor: Amos Oz – Regie: Hermann Naber
- 1999: Szene Colet Flaubert – Autor: Elmar Podlech – Ulrich Lampen
- 1999: Radical-Radio – Von den Wurzeln des Mediums – Autorin und Regie: Sabine Breitsameter
- 2000: Die Riesen fallen – Autor: Ingvar Ambjørnsen – Regie: Patrick Blank
- 2000: Der Zauberberg – Autor: Thomas Mann – Regie: Ulrich Lampen
- 2002: Netzwerke und Schnittstellen oder Interaktion und Interface – Autorin und Regie: Sabine Breitsameter
- 2006: Mensch auf Raten – Autoren: Pierre Boileau und Thomas Narcejac – Regie: Uwe Schareck
- 2007: Blackbird – Autor: David Harrower – Regie: Ulrich Lampen
- 2008: Himmelreich und Höllental – Autorin: Christine Lehmann – Regie: Günter Maurer
- 2014: Die Fallers: Junggesellenabschied – Autor: Hugo Rendler – Regie: Günter Maurer
- 2014: Die Fallers: Kurz mal weg! – Autorin: Christiane Recht – Regie: Andrea Leclerque